# Mohamed Khobzi
Mohamed Khobzi, né en 1927 à Biskra en Algérie dans une famille mozabite et mort en 2013, est un homme politique algérien, il est notamment le premier ministre du commerce de l'Algérie indépendante.

## Biographie
Mohamed Khobzi, est né Biskra en 1927, dans une famille de commerçants mozabites originaires d'El Guerrara, installés dans cette ville. Sa famille s'allie avec les réformateurs ibadites du Mzab, son père Issa Khobzi, est un des principaux soutiens de Brahim Bayoud, figure de ce mouvement. Mohamed Khobzi est juriste et expert comptable de formation.
Membre de la cellule FLN dans la région de Biskra, Mohamed Khobzi avait été désigné maire de Biskra durant la période du cessez-le-feu à l'indépendance, puis il est élu à l'assemblée constituante, il sera proposé par le colonel Chaâbani pour faire partie du premier gouvernement de l'Algérie indépendante,. Il est démis de ses fonctions de ministre du commerce le 4 septembre 1963 au moment de l'arrestation  de Chaabani.
En 1965, il se consacre à l'agriculture à El Guerrara. Il est mort le 20 mai 2013 à l'hôpital militaire d'Aïn Naadja d'Alger, il est inhumé à El Guerrara.

## Fonctions
- 1962, député de l'assemblée constituante.
- 1962-1963, Ministre du commerce.